# August Vochtel
August Vochtel (né le 19 septembre 1894 et mort le 3 juin 1977 à Neuwied, Rhenanie-Palatinat, Allemagne) était un mécanicien de la Deutsche Reichsbahn et de la Betriebsvereinigung der Südwestdeutschen Eisenbahnen. En 1948, sa locomotive à vapeur du express D 21 de Paris à Coblence a pris feu dans le tunnel Empereur-Guillaume (de) près de Cochem. Vochtel a sauvé 700 voyageurs, mais il a été gravement blessé. Il reçoit une médaille du commandant en chef français en Allemagne Marie-Pierre Kœnig. En 1952, le président fédéral allemand Theodor Heuss lui décerne la Croix de commandeur de l’Ordre du Mérite de la République fédérale d’Allemagne.